# Condado de Two Hills n.º 21
El condado de Two Hills n.º 21 es un distrito municipal canadiense situado en la provincia de Alberta.

## Superficie
Two Hills n.º 21 tiene una superficie de 2600,15 km².

## Demografía
En 2021, tenía 3412 habitantes, una densidad poblacional de 1,3 hab./km², y 1590 viviendas.